# Автентичний текст
Автенти́чний те́кст (також Аутентичний; грец. αυθεντικός — дійсний, справжній) — офіційний текст міжнародного договору, підписаний уповноваженими представниками і скріплений печатями відповідних держав, або текст будь-якого документа, який за змістом відповідає текстові іншою мовою і має з ним однакову силу. 
У заключних статтях договору, складеного двома або кількома мовами, звичайно вказується, який його текст автентичний.